# 原口剛 (俳優)
原口 剛（はらぐち ごう、1939年3月23日  - 2019年9月11日）は、日本の俳優。本名は原口 剛（はらぐち つよし）。
長崎県出身。中央大学卒業。劇団東演、劇団青俳を経て、田村企画、オフィス香、中里事務所に所属していた。

## 人物
テレビ・舞台を中心に活動し、時代劇や刑事ドラマでは悪役を多数演じる。
1977年の特撮テレビドラマ『大鉄人17』に、防衛組織・レッドマフラー隊の隊長である剣持保役でレギュラー出演。同年9月より放送された特撮テレビドラマ『冒険ファミリー ここは惑星0番地』では、宇宙人に連れ去られるが宇宙に漂流したために漂流生活を起こることとなる島崎家の父親・島崎敬太郎役でレギュラー出演する。
声質は低音で激高する際に声が裏返るという独特の演じ方を持つ。なお素顔は映像・舞台共に時代劇の出演が多かったこともあり、頭を剃ってスキンヘッドにしていた。
特技は殺陣。
2019年9月11日、胃癌のため死去。80歳没。

## 出演作品

### テレビドラマ
- 特別機動捜査隊 第289話「ガールハント」（1967年、NET / 東映） - 石島弘三
- 天皇の世紀 第一部 第9話「急流」（1971年、ABC / 国際放映）
- 快傑ライオン丸 第29話「影三つ 怪人ドクロンガ」（1972年、CX / ピープロ） - ヅガイ、ドクロンガの声
- 荒野の素浪人 第1シリーズ 第37話「爆砕! 火薬樽の丘」（1972年、NET / 三船プロ）
- 銭形平次（CX / 東映）
  - 第397話「万七必死にて候」（1973年） - 才次郎
  - 第439話「夜霧に消えた男」（1974年） - 松永新兵ヱ
  - 第484話「消えた流人船」（1975年） - 鏡一角
  - 第518話「戻り狼」（1976年） - 佐平
  - 第646話「十手に賭けたお静の命」（1978年） - 重蔵
  - 第731話「花の若衆やくざ」（1980年） - 向井源三郎
  - 第759話「浮世がからんだ一番富」（1981年） - 吉川
  - 第858話「父の償い」（1983年）
- ぶらり信兵衛 道場破り 第22話「ちちんぷいぷい」（1974年、CX / 東映） - 菅原
- 太陽にほえろ!（NTV / 東宝）
  - 第84話「人質」（1974年） - 霧島修司
  - 第185話「虹」（1976年） - 佐田（谷村の共犯）
  - 第339話「暴発」（1979年） - 前島（竜神会幹部）
  - 第414話「島刑事よ、永遠に」（1980年） - 沼田武
  - 第437話「ニセモノ・ほんもの」（1980年） - 「マギー」マスター
  - 第469話「東京・鹿児島・大捜査線」、第470話「鹿児島・東京・大捜査線」（1981年） - 井口恭二
  - 第503話「山さんとラガー」（1982年） - 柏木
  - 第530話「検問突破」（1982年） - 西山幸男
  - 第671話「野獣」（1985年） - 伊吹
- 必殺シリーズ（ABC / 松竹）
  - 助け人走る 第30話「賃金大仕掛」（1974年） - 格三
  - 暗闇仕留人 第3話「売られて候」（1974年） - 用心棒 間宮
  - 必殺からくり人・血風編 第1話「魔窟に潜む紅い風」（1976年） - 脇坂鉄之助
  - 江戸プロフェッショナル・必殺商売人 第11話「女体が舞台の弁天小僧」（1978年） - 服部源蔵
  - 必殺からくり人・富嶽百景殺し旅 第8話「甲州犬目峠」（1978年） - 守口玄蕃
  - 必殺仕事人
    - 第20話「この世の地獄は何処にあるのか?」（1979年） - 伊藤秀吉
    - 第38話「闇技船中殺」（1980年） - 江川
    - 第84話「散り技仕事人危機激進斬り」（1981年） - 井出一太郎

  - 新・必殺仕舞人 第6話「南部よしゃれは鬼の道」（1982年） - 牧野
  - 必殺仕事人III 第36話「ニセ占いで体力消耗したのは主水」（1983年） - 加藤作右衛門
  - 必殺渡し人 第12話「二人がかりで渡します」（1983年） - 文蔵
  - 必殺仕切人 第2話「もしも勇次の糸が切れたら」（1984年） - 守口図書
  - 必殺仕事人V 第23話「加代、五千両の金塊を拾う」（1985年） - 後藤伊三郎
  - 必殺仕事人V・激闘編 第15話「主水、卵ひな人形をこわす」（1986年） - 重兵衛
  - 必殺仕事人V・旋風編 第9話「主水、りつ、ラブホテルに行く」（1987年） - 中井平次郎
  - 必殺スペシャル・新春 大暴れ仕事人! 横浜異人屋敷の決闘（1990年） - 板倉周防守
  - 必殺仕事人・激突! 第16話「夢次、江戸のテレクラでバイトする」（1992年） - 市兵衛
- 高校教師 第16話「危険な誘惑」（1974年、12ch / 東宝） - 松田正一
- おしどり右京捕物車 第23話「穴」（1974年、ABC / 松竹） - 北村冬樹
- 次郎長三国志 第3話、第7話、第12話（1974年、NET / 東映）
- ご存知遠山の金さん 第43話「奉行が結んだ固い絆」（1974年、NET / 東映） - 田原屋
- 編笠十兵衛（1974年、CX / 東映） - 前原伊助
- バーディー大作戦 第22話「真夜中の美女強盗団」（1974年、TBS / 東映）
- 大江戸捜査網（12ch→TX / 三船プロ）
  - 第135話「男の涙」（1974年） - 瀬川
  - 第195話「大江戸血の抗争」（1975年） - 浅吉
  - 第234話「美女群盗伝」（1976年） - 火盗改同心
  - 第335話「隠密変化! 謎の女」（1978年） - 相良藩藩士　　
  - 第352話「怪談 涙の燈籠流し」（1978年） - 浅沼
  - 第374話「姿なき目撃者」（1979年） - 北原平助
  - 第392話「連続誘拐事件の謎」（1979年） - 春吉
  - 第416話「宿命に泣く父娘の再会」（1979年） - 大田黒一家親分
  - 第452話「女の涙か夏の嵐」（1980年） - 矢野新之助
  - 第508話「駒下駄と鬼娘の涙」（1981年） - 中津川刑部
  - 第514話「女隠密 春香の恋」（1981年） - 津上一馬
  - 第524話「お命買います替え玉屋」（1981年） - 公事師・神林左門
  - 第556話「井戸掘り異聞 殺しの水脈」（1982年） - 牧田正雪
  - 第631話「私を離縁して! 逃亡者の妻」（1984年） - 津田信之助
  - 平成版
    - 第1シリーズ
      - 第8話「小さな目撃者の危機!」（1990年） - 織田一直
      - 第16話「姫君危機一髪! 秘めごとの恋」（1991年） - 富永定憲

    - 第2シリーズ
      - 第11話「五万石騒動!にわか若君との哀しき初恋」（1991年） - 織田刑部
      - 第17話「抜け荷の闇を追え!」（1992年） - 村岡右京亮
- 水戸黄門（TBS / C.A.L）
  - 第5部 第23話「野望の代償 -唐津-」（1974年9月9日） - 桑原市十郎
  - 第7部 第14話「八兵衛殿様五万石 -横手-」（1976年8月23日） - 立川
  - 第9部 第7話「裁かれたジャジャ馬姫 -盛岡-」（1978年9月18日） - 供侍
  - 第10部 第16話「母恋し鈴鹿馬子唄 -大津-」（1979年11月26日） - 岡野
  - 第11部 第16話「大当り黄門様の大芝居 -新発田-」（1980年12月1日） - 次郎兵衛
  - 第13部
    - 第3話「鬼が棲んでる天下の嶮 -箱根-」（1982年11月1日） - 大北源三郎
    - 第12話「伊勢参り 娘初春七変化 -伊勢-」（1983年1月3日） - 奥村利平次

  - 第14部（1984年）
    - 第14話「鬼と呼ばれた黄門様 -本庄-」 - 脇田重太夫
    - 第30話「凄絶! 忍者砦の決闘 -名張-」 - 源八

  - 第15部（1985年）
    - 第10話「嫁が支えた唐津焼 -唐津-」  - 田中十内
    - 第17話「美女を狙った天狗騒動 -熊野-」 - 弓削十郎太
    - 第25話「友を救った男の真実 -小浜-」 - 沢井

  - 第16部（1986年）
    - 第2話「闇に仕掛けた皆殺しの罠 -府中-」 - 虚無僧
    - 第25話「黄門様を叱った娘 -鶴岡-」 - 合田源太夫
    - 第34話「恐怖の隠密狩り -二本松-」 - 安井

  - 第17部 第20話「颯爽! 謎の黒頭巾 -広島-」（1988年1月11日） - 戸田
  - 第18部 - 中本仁四郎
    - 第1話「水戸黄門 -水戸・江戸-」（1988年9月12日）
    - 第2話「御老公爆殺指令! -佐倉-」（1988年9月19日）
    - 第15話「女意気地の博多織 -博多-」（1988年12月19日）
    - 第17話「暗雲払う破邪の剣 -平戸-」（1989年1月9日）

  - 第19部
    - 第4話「大望隠した離縁状 -三春-」（1989年10月16日） - 脇田左内
    - 第17話「輪島塗りに潜む罠 -輪島-」（1990年1月22日） - 黒部剛右衛門
    - 第29話「天下御免の大芝居 -江戸-」（1990年4月16日） - 潮田源之丞

  - 第20部 第18話「密命帯びた用心棒 -嬉野-」（1991年3月11日） - 平井
  - 第21部 第4話「母恋し娘馬子唄 -米子-」（1992年4月27日） - 関谷伴吾
  - 第22部（1993年）
    - 第16話「白いおひげのお風呂番 -別府-」 - 佐伯将監
    - 第33話「格さんの親友は脱藩者 -白河-」 - 広瀬玄蕃

  - 第23部
    - 第9話「悪を裁いた偽黄門様 -糸魚川-」（1994年9月26日） - 梶山軍太夫
    - 第23話「命の恩人は大嘘つき -下関-」（1995年1月16日） - 猪塚武太夫

  - 第24部（1995年） - 阿久根重蔵
    - 第1話「水戸黄門 -水戸・江戸-」
    - 第14話「波乱万丈!薩摩の対決 -鹿児島-」

  - 第25部（1997年）
    - 第19話「大内塗り情けの仇討ち -山口-」 - 貝原主膳
    - 第40話「天から降って来た娘 -白河-」 - 大貫左門

  - 第26部 第1話「伊賀への旅立ち -伊賀上野-」（1998年2月9日） - 繁田九郎衛門
  - 第27部 第19話「二人の御隠居 -村上-」（1999年7月26日） - 棚橋権十郎
  - 第28部 第18話「大人もビックリ!天才少年 -枚方-」（2000年7月17日） - 田中新蔵
  - 第29部 第1話「将軍が最も恐れた男 -江戸-」（2001年4月2日、2時間SP） - 隆光
  - 第30部 第20話「新妻お娟の大奮闘 -唐津-」（2002年5月27日） - 青山図書
  - 第31部 第22話「陰謀渦巻く福岡城 -下関・博多-」（2003年3月24日、2時間SP） - 松尾主膳
  - 第32部 第13話「赤ん坊背負った仇討ち -白石-」（2003年11月10日） - 黒田五左衛門
  - 第33部 第12話「京娘が秘めた謎! -萩-」（2004年4月12日） - 榊原治兵衛
  - 第34部 第10話「女占い師が悪を討つ! -花輪-」（2005年3月14日） - 大原嘉門
  - 第35部 第10話「格さん切ない柳川慕情 -柳川-」（2005年12月12日） - 羽田時右衛門
  - 第36部 第13話「お江戸から来た凸凹家族 -萩-」（2006年10月30日） - 保坂頼母
  - 第37部
    - 第11話「母と娘つないだ風車 -青森-」（2007年6月18日） - 大垣半兵衛
    - 第22話「嘘から出た真ごころ-二本松-」（2007年、TBS） - 稲村主膳

  - 第38部 第13話「弥七に恋した影の女 -尾張-」（2008年4月14日） - 馬渕甚左衛門
  - 第39部 第22話「濡れ衣晴らし春満開 -江戸-」（2009年3月23日） - 栄昌
  - 第41部 第6話「若殿守った鰻屋小町!-浜松-」（2010年5月17日） -  土屋主膳
  - 最終回スペシャル（2011年12月19日） - 道兼入道
  - 水戸黄門 スペシャル（2015年） - 隆光
  - 水戸黄門 第1シリーズ 第9話「風来坊の片想い-浄法寺-」（2017年11月29日）　- 井沢主膳
- 花王 愛の劇場 / 妻と女の間（1975年、TBS） - 研一
- Gメン'75（TBS / 東映）
  - 第29話「死刑結婚式」（1975年） - 杉村宏
  - 第72話「恐怖のロープウェイ」（1976年） - 金森
  - 第220話「お化けに呼ばれた嘘つき少年」（1979年） - 山岡検事
  - 第245話「浴槽の死美人」（1980年） - 毛利克男（警部）
- 賞金稼ぎ 第14話「追跡者のメロディー」（1975年、NET / 東映） - 桜木十兵衛
- 影同心II 第20話「罠に泣く女の黒髪」（1976年、MBS / 東映） - 石戸十三
- 破れ傘刀舟悪人狩り 第75話「裏切りの慕情」（1976年、NET / 三船プロ） - 横井孫八
- 人魚亭異聞 無法街の素浪人 第3話「一発勝負 殺しの切り札」（1976年、NET / 三船プロ） - 藤島喬之助
- お耳役秘帳 第10話「くの一けもの宿」（1976年、KTV / 歌舞伎座テレビ） - 捨造
- 夫婦旅日記 さらば浪人 第16話「伊兵衛乱心」（1976年、CX / 勝プロ） - 辻
- ベルサイユのトラック姐ちゃん 第16話「女は裸で一人旅」（1976年、NET / 東映） - 花形
- 隠し目付参上 第18話「オランダ人形は人間仕掛けのカラクリか」（1976年、MBS / 三船プロ） - 梶浦玄蕃
- いろはの"い" 第6話「自殺」（1976年、NTV / 東宝） - 桜井
- 新・座頭市 第1シリーズ 第9話「見えない涙に虹を見た」（1976年、CX / 勝プロ）
- 遠山の金さん第39話「松風聴いた母子草」(1976年、NET) -陣場左近
- 桃太郎侍 （NTV / 東映）
  - 第16話「折れた孤剣」（1977年） - 水上数馬
  - 第120話「和蘭ことばに父娘の涙」（1979年） - 神尾
  - 第128話「琉球を食う鬼退治」（1979年） - 老中・源田肥前守
  - 第153話「父の敵は桃太郎」（1979年） - 南条伊織
  - 第180話「南蛮火薬に火を付けろ!」（1980年） - 坂崎大膳
  - 第201話「当たるも八卦当たらぬも八卦」（1980年） - 伊原肥前守
  - 第210話「悲願! 仲人百組目」（1980年） - 若松播磨守
  - 第238話「夢の中にあなたがいた!」（1981年） - 勘定奉行・大滝主水
- 大鉄人17 第3話「消えたワンセブン 謎のヘルメット」 - 第35話「さらばワンセブン 不滅のナンバー」（1977年、MBS / 東映） - 剣持保隊長[注釈 2]
- 冒険ファミリー ここは惑星0番地（1977年 - 1978年、ANB / 東映） - 主演・島崎敬太郎
- 暴れん坊将軍（ANB / 東映）
  - 吉宗評判記 暴れん坊将軍
    - 第23話「怒れ!! 魚河岸野郎」 （1978年） -  吉田小兵衛
    - 第44話「鮮血!拝領の剣」（1978年） - 三田村八兵衛
    - 第103話「大騒動 寄り道したのが悪かった」 - 多田左近
    - 第145話「男は黙って三下り半」（1981年） - 杉沢弥四郎
    - 第164話「心の鎖は人情で裂け!」（1981年） - 北原小弥太
    - 第193話「初雪は哀しき女の死化粧」（1982年） - 若松国之助
    - 第206話「泣くな太郎吉! 男の子」（1982年） - 服部嘉門

  - 暴れん坊将軍II
    - 第8話「五万両のとんぼ返り」（1983年） - 神戸伝八郎
    - 第31話「次郎吉 涙の恋泥棒!」（1983年） - 小日向精四郎
    - 第53話「春に切ない夢芝居!」（1984年） - 黒塚大和守
    - 第78話「少女監禁! 天使たちの反乱」（1984年） - 多羅尾監物
    - 第90話「吉宗失脚!?初春一番の大江戸裁き!」スペシャル（1985年） - 沼沢伊右衛門
    - 第107話「吉宗 狩り場の標的に起つ!」（1985年） - 大槌主計頭
    - 第127話「女の聖域 駆込寺無情!」（1985年） - 稲葉隼人正
    - 第146話「ちゃんを返して、将軍様!」（1986年） - 沢渡甚内
    - 第174話「十手無用の父娘鳥!」（1986年） - 栗田
    - 第188話「俺がまことの吉宗だ!」（1987年） - 山脇主税

  - 暴れん坊将軍III
    - 第3話「これぞ庶民の目安箱」（1988年） - 河津久太夫
    - 第18話「御生母が叱った仇討姉弟」（1988年） - 島田康定
    - 第34話「男無用のつっぱり十手!」（1988年） - 塚越民部
    - 第54話「名奉行、なさけの仇討」（1989年） - 森川玄蕃
    - 第73話「青き勾玉の秘密」（1989年） - 大乗寺左門
    - 第94話「吉宗、初春の大江戸裁き!」（1990年） - 神林伊勢守
    - 第111話「おんな武芸者の恋」（1990年） - 彦坂弾正

  - 暴れん坊将軍IV
    - 第23話「死を呼んだ玉の輿!」（1991年） - 飯沼大膳
    - 第42話「女賞金稼ぎ 子連れ旅!」（1992年） - 多田源之介
    - 第60話「大奥の殺人者!」（1992年） - 岸和田図書

  - 暴れん坊将軍V
    - 第2話「隠居金千両の行方」（1993年） - 長谷部次郎左衛門
    - 第13話「子連れ巡礼の逆襲」（1993年） - 加納屋喜久造
    - 第29話「新さん負けるな! 大競馬」（1993年） - 松森主計頭
    - 第42話「木枯しも泣く迷子石」（1994年） - 北岡源之進

  - 暴れん坊将軍VI
    - 第43話「八丁堀情話 悪名の女」（1995年） - 安藤右馬允
    - 第50話「天下を正す無頼漢」（1996年） - 松田備前守

  - 暴れん坊将軍VIII  第1話「登場!吉宗を振った女」（1997年） - 土屋相模守
  - 暴れん坊将軍IX 第21話「仮面の男 父上に会わせて!少女の悲痛な訴え」（1999年） - 岩佐外記
  - 暴れん坊将軍X 第18話「罠に落ちた女の夢!あの頃の私に戻りたい」（2000年） - 高坂監物
  - 暴れん坊将軍XI 第12話「女たちの戦さ! 先妻VS後妻」（2001年） - 橋場備後守
  - 暴れん坊将軍XII 第9話「江戸に大火事!百発百中!?千里眼の女」（2002年） - 勝田屋利兵衛
- 新・木枯し紋次郎 第22話「鬼が一匹関わった」（1978年、12ch） - 榛名の弥一郎
- 江戸の渦潮 第18話「老盗とその娘」（1978年、CX / 東宝） - 宇之
- 江戸の鷹 御用部屋犯科帖 第38話「決戦 お鷹組全員死地へ向う!」（1978年、ANB）
- 同心部屋御用帳 江戸の旋風IV 第16話「仇討ち姉妹」（1979年、CX / 東宝） - 吉次
- 鉄道公安官 第1話「寝台特急の少年」（1979年、ANB / 東映） - 殺し屋
- 大空港（1979年、CX / 松竹）
  - 第35話「衝撃の無差別殺人!」 - 増子
  - 第57話「鬼刑事が哭いた!」 - ジョー吉岡
- 騎馬奉行 第8話「処女の背中に彫った秘密」（1979年、KTV / 東映）
- 半七捕物帳 第23話「むらさき鯉」（1979年）- 宇三郎※尾上菊五郎版
- ザ・スーパーガール 第23話「暴力の街に女体を賭けろ」（1979年、12ch / 東映） - 中丸（城北市開発係長）
- 江戸の牙 第11話「宿敵! 炎の対決」（1979年、ANB / 三船プロ） - 石井玄承
- 3年B組金八先生 第1シリーズ 第21話「受験戦争に消えた命」（1980年、TBS） - 記者A
- 大捜査線 第15話「一枚の紙」（1980年、CX / ユニオン映画）
- 大激闘マッドポリス'80 第6話「殺しの追跡」（1980年、NTV / 東映） - 赤木
- 非情のライセンス 第3シリーズ 第4話「兇悪の女医・ささやく鍵」（1980年、ANB / 東映） - 戸倉修一
- ミラクルガール 第14話「恐怖の交換殺人」（1980年、12ch / 東映）
- 噂の刑事トミーとマツ 第54話「文句あっか!? ワタシは空手三段よ」（1981年、TBS / 大映テレビ） - 渡辺三郎（麻薬Gメン）
- 江戸の朝焼け 第26話「雪が降る雛の宵」（1981年、フジテレビ / 東宝）
- 服部半蔵 影の軍団シリーズ（KTV / 東映）
  - 影の軍団II
    - 第1話「眼には眼を」 （1981年）- 本多伝九郎
    - 第16話「牝蜂は二度刺す!」（1982年）- 望月遼之進

  - 影の軍団IV 第14話「くノ一、殺しの罠」（1985年） - 日下鉄之助
- 斬り捨て御免!（12Ch / 歌舞伎座テレビ）
  - 第2シリーズ 第7話「偽装心中なみだ川」（1981年） - 山倉源十郎
  - 第3シリーズ 第9話「女の唇に潜む非情の罠」（1982年） - 源内
- 柳生あばれ旅 第18話「涙に散った乱れ雲」（1981年、ANB / 東映） - 丈吉
- 同心暁蘭之介 第11話「旗本斬り」（1981年、CX / 杉友プロ）
- 太陽戦隊サンバルカン 第19話「危険な100点少年」（1981年、ANB / 東映） - 中尾博士
- 幻之介世直し帖 第6話「はやぶさ助けた鬼同心」（1981年、NTV / 国際放映） - 岩井
- ザ・ハングマンシリーズ（ABC / 松竹芸能）
  - ザ・ハングマン 第29話「爆発サイクリング」（1981年） - 柳井秘書室長（アルファ自転車）
  - ザ・ハングマンII 第27話「癌殺人の恐怖!! 人体実験の女を救え」（1982年） - 中山医師（東都医科大学）
  - ザ・ハングマンV 第4話「ポルノ女優殺しで玉の輿に乗る!」（1986年） - 佐伯秘書室長（徳永産業）
  - ザ・ハングマン6 最終話 「さらば友よ!グッドラック!」（1987年） - 大佐
- 大岡越前（TBS / C.A.L）
  - 第6部 第2話「辻斬り三葉葵」（1982年3月15日） - 稲富善作
  - 第7部（1983年）
    - 第8話「美女に迫る魔の牙」 - 駒木軍蔵
    - 第25話「命を賭けた御用旅」 - 一平

  - 第8部 第21話「凶賊お役者小僧」（1984年12月10日） - 新田大三郎
  - 第9部 第22話「雪絵 誘拐危機一髪」（1986年3月24日） - 白狐の弥三郎
  - 第10部 第14話「闇夜に迫る辻斬りの恐怖」（1988年5月30日） - 九鬼平九郎
  - 第11部 第23話「昔馴染は盗賊一味」（1990年9月24日） - 政吉
  - 第12部 第11話「娘が消えた化け物屋敷」（1991年12月23日） - 由造
  - 第13部 第16話「孫兵衛を怨んだ男」（1993年3月1日） - 仙造
  - 第14部 第19話「無情に泣いた愛の折鶴」（1996年10月28日） - 藤堂刑部
- 時代劇スペシャル / 清水次郎長 男の涙・石松の最后（1982年、CX / 東映） - 梅吉
- 鬼平犯科帳 第3シリーズ 第16話「深川・千鳥橋」（1982年、ANB） - 鈴鹿の弥平次
- 源九郎旅日記 葵の暴れん坊 第11話「波切 潮鳴り 悪を斬る」（1982年、ANB / 東映） - 土岐玄暮
- 松平右近事件帳 第13話「 知られたくなかった秘密」（1982年、NTV / ユニオン映画）-山根
- 右門捕物帖 第13話「さむらい教育」（1983年、NTV / ユニオン映画）
- 眠狂四郎円月殺法 第8話「闇に光る女吹き針無想剣 -沼津の巻き-」（1983年、TX） - 倉本源之介
- メタルヒーローシリーズ（ANB / 東映）
  - 宇宙刑事ギャバン 第39話「学校から帰ったら ぼくの家はマクー基地」（1983年） - ノットリダブラー人間体
  - 世界忍者戦ジライヤ 第19話「武神館を占領せよ!」（1988年） - 刑事（化忍パルチスの変身）
- 赤かぶ検事奮戦記III 第11話「三年目の疑惑・夫は殺人犯か」（1983年、ABC / 松竹） - 富田勝（弁護士）
- 眠狂四郎無頼控 第17話「仕置きうけます! 闇のからくり肌」（1983年、TX） - 山崎主計
- 柳生十兵衛あばれ旅 第21話「魔女御殿の怪」（1983年、ANB / 東映）
- 大奥 （KTV / 東映）
  - 第24話「わんわん行進曲」（1983年） - 井筒屋仁兵衛
  - 第40話「消えた女の伝説」・第41話「疑惑の小公女」（1984年） - 田代儀右衛門
- 長七郎江戸日記（日本テレビ / ユニオン映画）
  - 第1シリーズ
    - 第8話「風流五三の桐変化」（1983年12月6日） - 桂木
    - 第24話「活鯛献上始末記」（1984年5月1日） - 大和屋長兵衛
    - 第36話「べに椿異聞」（1984年10月23日） - 門馬十蔵
    - 第61話「寛永御前試合・竜、立て!」（1985年5月14日） - 黒坂勘兵衛
    - 第84話「父ちゃんが帰った日」（1986年1月21日） - 山城丹波守
    - 第88話「宅兵衛に娘がいた」（1986年2月18日） - 中津川外記
    - SP6「風雲!旗本奴と町奴」（1986年4月1日） - 黒岩一鬼
    - 第103話「謎のエゲレス時計」（1986年7月15日） - 倉地頼母

  - 第2シリーズ
    - 第4話「手折られた白梅」（1988年2月2日） - 井坂伴内
    - 第17話「夫婦飛脚・恋の綱引」（1988年6月14日） - 岡部修理太夫
    - 第28話「ゆき暮れて母悲し」（1988年10月25日） - 大場主水
    - 第36話「友吉、愛に死す」（1988年12月20日） - 横山摂津守
    - 第59話「辰も男だ!」（1989年8月29日） - 町田勝之進

  - 第3シリーズ
    - 第1話「将軍が消えた」（1990年10月16日） - 加賀爪源三
    - 第9話「赤猫が踊った日」（1990年12月11日） - 木田
    - 第35話「思いやり、回り道」（1991年7月30日） - 小松甚左衛門
- 遠山の金さん（ANB / 東映）
  - 遠山の金さん
    - 第22話「夕陽の渡世人! 子連れ旅でござんす」（1982年）- い組頭
    - 第84話「悪徳のいけにえにされた美人画の女!」（1984年） - 服部嘉太夫
    - 第110話「花の単身赴任・夢追い美女がかけた罠!」（1984年）- 新八郎
    - 第126話「闇の女元締・唐獅子のお駒!」（1985年）- 熊沢軍太夫
    - 第139話「紫水晶の女! NAGASAKIへ愛」（1985年）- 坂口保之

  - 遠山の金さんII
    - 第14話「魔の砂丘・越後三味線の女IV」（1986年）- 井上河内守
    - 第25話「女能面殺人事件!」（1985年）- 万次郎
- 京都マル秘指令 ザ新選組 第1話「24億円の仏像をもらうぞ!」（1984年、ABC / 松竹）
- あいつと俺 第5話「青春の脅迫者 -釧路-」（1984年、TX / 勝プロ） ※1980年製作
- 特捜最前線（ANB / 東映）
  - 第364話「誘拐・天使の身代金!」（1984年）
  - 第454話「フラッシュバック! 通り魔を殺した女!」（1986年） - 海部栄三
  - 第470話「殺人依頼をする女・あの人を殺して…!」（1986年） - 三枝達夫
- 流れ星佐吉 第1話「佐吉が出会った大美人」（1984年、KTV / 松竹）
- 弐十手物語 第9話「散歩する死者」（1984年、CX / 東映）
- 誇りの報酬 第20話「いざとなったら辞表を胸に」（1986年、NTV / 東宝） - 大野和男（東名金融社長）
- 火曜サスペンス劇場 / 松本清張スペシャル・夜光の階段 （1986年、NTV / 松竹）
- 若大将天下ご免!（1987年、ANB / 東映）
  - 第10話「女壺振り、一天地六の仇討ち!」 - 堀川将監
  - 第23話「おもいで酒を抱く女!」 - 朝倉兵衛
  - 第35話「寄せ場帰りと暴れ馬!」 - 勘十
- 江戸を斬るVII（1987年、TBS / C.A.L）
  - 第7話「恐怖の凶賊紅蝙蝠」 - 倉造
  - 第17話「闇を走る暗殺集団」 - 南原喜十郎
- 三匹が斬る!（ANB / 東映）
  - 三匹が斬る! 第8話「父恋の、凧空に舞い草枕」（1987年） - 内蔵助
  - 続・三匹が斬る! 第18話「さらば三匹、今宵大江戸の露と消ゆ!?」（1989年） - 木戸帯刀
  - 続続・三匹が斬る!（1990年）
    - 第8話「二刀流、子孫は今じゃ二枚舌!」 - 主膳
    - 第17話 「花嫁の首恋しや妖怪鬼八」 - 神崎定九郎

  - 新・三匹が斬る! 第11話「女一匹、わたしゃ闇の逃がし屋稼業」（1992年） - 小堀半蔵
- 名奉行 遠山の金さん（ANB / 東映）
  - 第1シリーズ 第8話「ひょっとこ面の女」（1988年） - 大黒屋六兵ヱ
  - 第2シリーズ 第7話「暗闇に一輪桜小僧」（1989年） - 備前屋
  - 第3シリーズ (1990年)
    - 第2話「お婆ちゃんの隠し財産を狙え!」 - 丹波屋辰造
    - 第18話SP「美女の陰謀!関八州あばれ旅」 - 土屋播磨守

  - 第4シリーズ
    - 第3話「神隠しから戻った美女」（1991年） - 渋川半兵衛
    - 第25話「裏切りの矢!八丈島から来た女」（1992年） - お十夜源兵衛

  - 第5シリーズ（1993年）
    - 第4話「無実の罪に泣く女」 - 市川三之丞
    - 第15話「桜吹雪の刺青をいれた女」 - 関口刑部

  - 第7シリーズ 第20話「名探偵? 金さん岡っ引きになる」（1996年） - 霊岸の松五郎
  - 金さんVS女ねずみ 第14話「恐怖の三味線通り魔」（1998年） - 五十貝帯刀
- 月影兵庫あばれ旅 第1シリーズ 第1話、第2話「消えた姫君を追え!（前編、後編）」（1989年、TX / 松竹） - 黒祖父左京
- 八百八町夢日記（NTV / ユニオン映画）
  - 第1シリーズ
    - 第9話「我が子を思いて」（1989年） - 猪瀬半三郎
    - 第22話「与力の娘」（1990年） - 池田大記

  - 第2シリーズ
    - 第6話「神様が憎い!」（1991年） - 佐伯主膳
    - 第18話「花の吉原大脱走」（1992年） - 堀田備中守
    - 最終回「夢之介最大の危機」（1992年） - 暗闇の権助
- ゴリラ・警視庁捜査第8班 第21話「一発の銃弾」（1989年、ANB / 石原プロ）
- 土曜ワイド劇場
  - 悪霊に追われる女（1989年、ANB / 松竹） - 刑事
  - 花吹雪美人スリ三姉妹（1998年、ABC / 東通企画） - 高林組長
- あばれ八州御用旅（TX / ユニオン映画）
  - 第1シリーズ 第2話「非情・黒田槍」（1990年） - 相川半三郎
  - 第2シリーズ（1991年）
    - 第2話「みちのく母娘二人旅」 - 長井大膳
    - 第5話「親泣かせ手車道中」 - 草柳大四郎

  - 第3シリーズ 第3話「縁切り寺異聞 尼寺の罠」（1992年） - 田代十兵衛
  - 第4シリーズ 第4話「濡れ衣 母子流転の旅」（1994年） - 竹村半兵衛
- 付き馬屋おえん事件帳 第1シリーズ 第3話「爪の代金 五十両」（1990年、TX / 松竹） - 木曽屋
- お江戸捕物日記 照姫七変化 第9話「若殿暗殺を暴く!」（1990年、CX） - 佐倉将監
- 江戸中町奉行所（TX / 松竹）
  - 第1シリーズ 第1話「裁きは無用!」、第2話「私怨無用の闇始末」（1990年） - 倉本孝介
  - 第2シリーズ 第5話「二度死んだ男」（1992年）
- TBS大型時代劇スペシャル（TBS）
  - 平清盛（1992年、東映） - 信西
  - 大忠臣蔵（1994年）
- 刑事貴族2 第32話「五万分の一」（1992年、NTV / 東宝） - 平沼
- 時代劇スペシャル ご存知!旗本退屈男VII 「危うし!加賀百万石 謎の豪商の底知れぬ野望!美女二人・秘められた過去!!」（1992年3月26日、ANB / 東映）- 津野田勘右衛門
- お助け同心が行く! 第6話「偽証（うそ）」（1993年、TX / G・カンパニー） - 佐久田
- 闇を斬る!大江戸犯科帳 第11話「運命の銃弾」（1993年、NTV / ユニオン映画） - 山科上総介
- 銭形平次 第3シリーズ 第16話「四人の容疑者」（1993年、CX / 東映） - 死神の源三 ※北大路欣也版
- 12時間超ワイドドラマ / 織田信長（1994年、TX） - 松永久秀
- 江戸の用心棒（1994年、NTV / ユニオン映画）
  - 第2話「ガマの油とブリ大根」 - 橋爪格之進
  - 第13話「天下を分けた女の斗い」 - 高見沢監物
- 殿さま風来坊隠れ旅 第2話「命も売ります! 大名行列あと始末」（1994年、ANB / 東映） - 駿河屋幸兵衛
- 御家人斬九郎 第4シリーズ 第2話「流れ着いた男」（1998年、CX / 映像京都） - 黒田源太夫
- 月曜ドラマスペシャル / 一色京太郎事件ノート 第7作「京都花づくし殺人事件」（1998年、TBS） - 工藤信博
- 南町奉行事件帖 怒れ!求馬II 第17話「すべてを賭けて守るもの」（2000年、TBS / C.A.L） - 大野木出雲
- BS時代劇 / 大岡越前 第4話「さらわれた花嫁」（2013年、NHK BSプレミアム / C.A.L） - 住職

### 映画
- 御用金（1969年、東宝） - 石川蔵人
- 無宿（1974年、東宝）
- スパイ・ゾルゲ（2003年、東宝） - 本庄繁

### Vシネマ
- 松方弘樹の名奉行金さん2009（2009年 / GPミュージアム）

### テレビ番組
- できるかな（1970年 - 1971年、NHK教育） - ゴーくん[7][8]。

### CM
- 東京ガス（1968年 - 1971年）[9]